# حسین خنیفر
حسین خنیفر (زاده ۱۳۴۸ شوش) استاد تمام گروه آموزشی مدیریت دولتی و امور عمومی پردیس فارابی دانشگاه تهران، رئیس سابق دانشکده مدیریت و حسابداری پردیس فارابی دانشگاه تهران و رئیس سابق دانشگاه فرهنگیان بود.

## تحصیلات
- عضو هيأت علمی دانشگاه تهران با درجه استادی(استاد تمام و عضو هيات ممیز دانشگاه تهران)
- دکتری، ۱۳۸۰، مدیریت آموزشی
- کارشناسی ارشد، ۱۳۷۷، مدیریت آموزشی
- کارشناسی، ۱۳۷۳، مدیریت و برنامه‌ریزی آموزشی

## سوابق علمی و پژوهشی
- انتشار ۱۲۱ "مقاله در مجلات علمی - پژوهشی"
- انتشار ۷۲ "مقاله در مجلات خارجی و بين‌المللی (ژورنال، فصلنامه و ISI)"
- انتشار ۵۱ "مقاله ترویجی"
- انتشار ۳۵ "مقاله در همایش‌های علمی"
- تألیف، تصنیف و ترجمه "کتاب‌های متعدد دانشگاهی"
- سردبیر دوفصلنامه علمی - پژوهشی "مطالعات آموزشی و آموزشگاهی" (۱۳۹۹ تاکنون)
- سردبیر مجله علمی – پژوهشی "مدیریت فرهنگ سازمانی" (۱۳۹۲- ۱۳۹۸)
- راهنمایی و مشاوره ۳۹ "پايان‌نامه دکتری دانشگاه تهران"
- راهنمایی و مشاوره ۱۳۵ "پايان‌نامه کارشناسی ارشد دانشگاه تهران"
- راهنمایی ۱۰ "پروژه کارشناسی دانشگاه تهران"
- راهنمایی ۱۲ "پايان‌نامه کارشناسی ارشد ساير دانشگاه‌ها و مؤسسات آموزش عالی"
- مجری پروژه ۲۶ "طرح تحقیقاتی"
- ارائه ۳۴ "مقاله و سخنرانی در کنگره‌های خارج از کشور"
- برگزاری ۷۲ "کارگاه، سمینار و دوره آموزشی"

## پیشینه کاری
- رئیس سابق دانشگاه فرهنگیان  (۱۳۹۷-۱۴۰۱)
- رئيس دانشکده مديريت پرديس فارابی دانشگاه تهران - دوره دوم (۱۳۹۱ - ۱۳۹۴)
- رئيس دانشکده مديريت پرديس فارابی دانشگاه تهران - دوره اول (۱۳۸۵ - ۱۳۸۸)
- کارشناس کميته تلفيق، مديريت حوزه علميه قم، دفتر طرح و برنامه (۱۳۸۲ - ۱۳۸۴)
- عضو شورای آموزش و پژوهش مرکز آموزش و پژوهش و برنامه‌ريزی قم (۱۳۸۲ تاکنون)
- عضو کميته تخصصی سازمان بنياد شهيد و امور ايثارگران استان قم (۱۳۸۵ تاکنون)
- معاون پژوهش و تحصيلات تکميلی دانشکده مديريت پرديس قم دانشگاه تهران (۱۳۸۴ - ۱۳۸۵)
- عضو شورای پژوهش سازمان آموزش و پرورش استان قم از سال (۱۳۷۸ تاکنون)
- رئيس مرکز کارآفرينی پرديس قم و عضو کميته کار دانشگاه تهران (۱۳۸۲)
- عضو کميته بهبود بهره‌وری و ارتقاء کيفيت آموزش عمومی کشور (۱۳۸۲)
- عضو شورای آموزش و پژوهش مرکز آموزش مديريت دولتی قم (۱۳۸۱ - ۱۳۸۵)
- مشاور و عضو هيأت علمی «تدوين سند ملی و راهبردی» نظام جامع توسعه آموزش و پرورش کشور (۱۳۸۳)
- دبير کميته منطقه ۱ و ۲ معاونين پژوهش، برنامه‌ريزی و منابع انسانی وزارت آموزش و پرورش (۱۳۸۱ - ۱۳۸۲)
- عضو کميته پژوهش سازمان آموزش و پرورش استان قم (۱۳۷۸ - ۱۳۸۵)
- عضو هيأت مديره موسسه پژوهشی – فرهنگی انديشه تبليغ (۱۳۸۲ - ۱۳۸۳)
- عضو شورای آموزشی دانشگاه، جامع علمی – کاربردی (۱۳۸۴ - ۱۳۸۵)
- مدير کل دفتر پيشگيری از آسيب‌های‌ اجتماعی وزارت آموزش و پرورش (۱۳۸۳)
- عضو هيأت مديره موسسه معصوم انديشه (۱۳۸۲ - ۱۳۸۳)
- عضو هيأت مديره مؤسسه فرهنگی – پژوهشی تحول آفرين (۱۳۷۸ - ۱۳۸۳)
- مدير کل دفتر بهبود کيفيت و راهبری استانداردها – وزارت آموزش و پرورش (۱۳۸۰ - ۱۳۸۳)

## جوایز و افتخارات
- پژوهشگر ویژه دانشگاه‌ها و مراکز آموزش عالی استان قم (۱۳۹۷)
- پژوهشگر برجسته دانشگاه تهران و دريافت نشان درجه يك پژوهش از دانشگاه تهران (۱۳۹۲)
- پژوهشگر نمونه دانشگاه تهران (۱۳۹۱)
- پژوهشگر ویژه دانشگاه‌ها و مراکز آموزش عالی استان قم (۱۳۹۰)
- پژوهشگر برتر پردیس قم (۱۳۸۸)
- استاد نمونه جشنواره آموزشی دانشگاه تهران (۱۳۸۷)
- پایان‌نامه ویژه و برتر دکتری (۱۳۸۱، تجلیل در دانشگاه تربیت مدرس)
- پژوهشگر برتر دانشگاه‌ها و مراکز آموزش عالی استان قم (۱۳۸۶)
- کسب رتبه اول کتاب سال جمهوری اسلامی ايران (۱۳۸۳)
- پژوهشگر نمونه جشنواره بزرگداشت پژوهشگران سال، وزارت علوم و تحقیقات فناوری (۱۳۸۲)
- پژوهشگر نمونه جشنواره بزرگداشت پژوهشگران سال، وزارت علوم و تحقیقات فناوری (۱۳۸۱)